# Theresianum Katonai Akadémia
A Theresianum Katonai Akadémiát, más néven Bécsújhelyi Katonai Akadémiát vagy Mária Terézia Katonai Akadémiát (németül: Theresianische Militärakademie) 1751. december 14-én Mária Terézia magyar és cseh királynő, osztrák főhercegnő alapította. Az akadémia főépülete a bécsújhelyi várban található.

## Története
A Theresianum Katonai Akadémia volt a világ első katonai akadémiája, ahol 1918-ig a Habsburg Birodalom, majd az Osztrák–Magyar Monarchia tisztjeit képezték. A magyar királyi honvédtisztek képzését, 1897-től végezte a Theresianum katonai akadémiával egyenjogúsított, budapesti Ludovika Akadémia. A bécsújhelyi intézmény első igazgatója Leopold Joseph von Daun tábornagy volt, Mária Terézia katonai főtanácsadója, a Császári-Királyi Hadsereg (Kaiserlich-Königliche Armee) főparancsnoka. Az akadémia által nyújtott képzés eredetileg tizenegy éves volt, amit csak fokozatosan csökkentettek hároméves képzésre.
Az Osztrák–Magyar Monarchia megszűnése után az épület az osztrák tisztikar képzésére szolgált, az Anschlusst követően pedig, a náci Németország tartott itt fenn altisztképzőt. Az épület ma az Osztrák Szövetségi Hadsereg (Bundesheer) katonai akadémiájának ad otthont.

## Híres egykori diákjai
- XII Alfonz spanyol király
- Julius von Payer sarkkutató
- Benedek Lajos táborszernagy
- Anton von Kalik, a Nyilvántartó Iroda első vezetője
- Franz Conrad von Hötzendorf gróf az Osztrák–Magyar Monarchia vezérkari főnöke
- Frank Linke-Crawford vadászpilóta
- Stephan Sarkotić von Lovćen tábornok
- Josip Jelačić horvát bán, tábornok
- Szálasi Ferenc
- Jány Gusztáv
- Legeza János
- Mamusich István